# Берридж, Роберт
Ро́берт Бе́рридж (англ. Robert Berridge; род. 22 ноября 1984, Уонгануи) — новозеландский боксёр-профессионал, выступающий в полутяжёлой весовой категории. Бывший претендент на титул временного чемпиона мира по версии WBA и титул чемпиона мира по версии IBO, бывший владелец титулов чемпиона по версиям WBC Asian, WBA-PABA и WBO Oriental, и чемпиона Новой Зеландии в полутяжёлом весе.

## Биография
Роберт Берридж родился 22 ноября 1984 года в городе Уонгануи.
Дебютировал в профессиональном боксе в апреле 2009 года, выиграв у своего соперника нокаутом в первом же раунде. В течение трёх последующих лет провёл ещё 15 успешных поединков, стал победителем во всех случаях кроме одного, когда была зафиксирована ничья. Первое в карьере поражение потерпел в мае 2012 года от австралийца Блейка Капарелло — противостояние между ними продлилось все десять раундов, после чего все судьи вынесли вердикт в пользу его оппонента.
Несмотря на проигрыш, Берридж продолжил активно выходить на ринг и благодаря череде удачных выступлений удостоился титула чемпиона Новой Зеландии в полутяжёлой весовой категории. С этого момента началось его восхождение на мировой арене, так, в 2013 году он завоевал титул чемпиона Азии по версии Всемирного боксёрского совета, а также вакантные титулы WBA-PABA и WBO Oriental. Он провёл пару успешных защит, однако в августе 2014 года лишился обоих чемпионских поясов, потерпев поражение техническим нокаутом от россиянина Василия Лепихина.
В июне 2015 года оспаривал вакантный титул чемпиона мира по версии Международной боксёрской организации, но по итогам двенадцати раундов единогласным решением судей уступил представителю Южной Африки Томасу Уэстхайзену. В дальнейшем его боксёрская карьера развивалась с переменным успехом, победы чередовались с поражениями. Берридж, в частности, по очкам проиграл колумбийцу Элейдеру Альваресу, затем дважды победил и вернул себе титул чемпиона Новой Зеландии.
В 2017 году Роберт Берридж стал претендентом на титул временного чемпиона мира по версии Всемирной боксёрской ассоциации и встретился с действующим обладателем этого титула россиянином Дмитрием Биволом. Их бой в итоге продлился только четыре раунда, Бивол победил новозеландца досрочно техническим нокаутом и защитил свой чемпионский пояс. Два месяца спустя он также сразился с канадцем Райаном Фордом за титул чемпиона мира UBO — на сей раз проиграл техническим решением из-за сильного рассечения, полученного в результате непреднамеренного столкновения головами. Через неделю после этого боя на своей странице в Facebook он объявил о завершении карьеры профессионального бокса. В общей сложности провёл на ринге 37 профессиональных поединков, из них 29 выиграл (в том числе 21 досрочно), 7 проиграл, в одном случае была зафиксирована ничья.